# Henry Bataille
Henry Félix Achille Bataille (także: Henry Bataille, Félix-Henri Bataille; ur. 4 kwietnia 1872 w Nîmes, Francja; zm. 2 marca 1922 w Rueil-Malmaison, Francja) – francuski dramaturg i poeta; także malarz. Na początku XX wieku utwory sceniczne jego autorstwa cieszyły się ogromną popularnością.

## Życiorys
Rodzice Bataillego zmarli w jego młodości. Henry rozpoczął naukę w École des Beaux-Arts, gdzie studiował malarstwo, ale już w wieku 14 lat zaczął pisać. Pisał dramaty i wiersze i po sukcesie swojej drugiej sztuki, La Lépreuse poświęcił się wyłącznie pisaniu sztuk dramaturgicznych.
Wczesne sztuki Bataillego poruszają temat gorącej miłości, która zderza się z dusznymi społecznymi konwenansami tamtych czasów. Na przykład, tytułowa bohaterka sztuki Matka Colibri (fr. Maman Colibri) to kobieta w wieku średnim, mająca szalony romans z młodszym mężczyzną. W okresie późniejszym, Bataille będzie ciążyć w kierunku teatru idei i dramatu społecznego.
Henry Bataille był także teoretykiem zagadnienia podświadomej motywacji. Chociaż nie poruszał tematyki swych teorii we własnych utworach, to wpłynęły one na późniejszych dramatopisarzy, takich jak Jean-Jacques Bernard i na filozofię "szkołę ciszy".

## Ważniejsze prace
- La Belle au bois dormant, 1894.

Henry Bataille (ok. 1898) - portret autorstwa Félixa Vallottona.

- La Chambre blanche (poezja), 1895.
- La Lépreuse, 1896.
- L'Enchantement, 1900.
- Maman Colibri (Matka Colibri), 1904.
- La Marche nupitale, 1905.
- La Femme nue, 1908.
- Le Scandale, 1909.
- La Vierge folle (Głupia Wirginia),[potrzebny przypis] 1910.
- L'Amazone, 1916.
- La divine tragédie (poezja), 1917.
- L'Animateur, 1920.
- La Chair humaine (Ludzkie ciało), 1922.